# Tiny Ruijs
Martinus Johannes Maria (Tiny / Tini) Ruijs (Cuijk, 8 mei 1957 – Lafelt, 11 januari 2025) was een Nederlands voetballer en  voetbalcoach.

## Spelerscarrière
Ruijs begon zijn loopbaan als linker aanvaller in de jeugd bij het plaatselijke JVC '31. Hij stapte over naar N.E.C. in Nijmegen waar hij in het seizoen 1975/76 debuteerde. In 1977 ging hij naar het Sittardse Fortuna SC waar hij tot 1986 zou spelen.

## Trainersloopbaan
Aansluitend ging Ruijs de jeugd van Fortuna trainen. In 1994 werd hij hoofdtrainer ad interim na het ontslag van Chris Dekker. Ruijs ging daarna naar de Verenigde Arabische Emiraten, waarvan hij in 2001 bondscoach werd. Hij trainde ook nationale jeugdelftallen en was trainer van de clubs Al-Wahda FC en Al Ain FC.
In 2011 keerde hij als jeugdtrainer terug bij Fortuna Sittard en volgde per januari 2012 Wim Dusseldorp op als hoofdtrainer. In het seizoen 2012/13 was hij hoofd opleidingen en trainer van de A1 van Roda JC, waarmee hij kampioen werd in de Eerste Divisie. Per 1 juli 2013 stapte hij na een arbitragezaak over naar MVV Maastricht waar hij hoofdtrainer werd. Op 20 december 2013 nam hij ontslag, nadat zijn vrouw en hij waren bedreigd door MVV-fans na de bekernederlaag tegen de amateurs van zijn ex-club JVC Cuijk. Ook assistent Dick Voorn hield het voor gezien.
Ruijs trainde vervolgens het Belgische Riemst Vooruit en werd begin 2015 trainer van SV Meerssen. In december 2016 werd hij tevens aangesteld als assistent bij Fortuna Sittard waar hij in maart 2017 alweer vertrok. Hij werd medio 2018 aangesteld als hoofdtrainer bij EVV dat uitkomt in de Derde divisie. Op 2 juni 2019 werd bekend dat Ruijs na een seizoen per direct stopte als hoofdtrainer bij EVV.

## Overlijden
Tiny Ruijs is 11 januari 2025 plotseling thuis in Riemst overleden op 67-jarige leeftijd.